# Cleveland Melvin
Cleveland Melvin (Baltimore, Maryland, 25 de junio de 1991) es un jugador de baloncesto estadounidense que pertenece a la plantilla del Cholet Basket de la LNB Pro A francesa. Con 2,03 metros de estatura, juega en la posición de ala-pívot.

## Trayectoria deportiva
Es un jugador formado en la DePaul Blue Demons y tras no ser drafteado en 2014, jugaría la liga de desarrollo de la NBA con Erie BayHawks. 
En la siguiente temporada jugaría en la LNBP de México con dos equipos diferentes, Jefes Fuerza Lagunera y Fuerza Guinda de Nogales, antes de acabar la temporada en Hungría en el Alba Fehervar. 
En 2016, firmó por el Al Moutahed Tripoli del Líbano, pero antes tendría otro paso por la liga de desarrollo, en concreto por Los Angeles D Fenders.
En junio de 2017 fichó por el KK Cibona. En 2018 firma por las filas del Hapoel Gilboa Galil Elyon israelí.
Durante la temporada 2018-19 la disputa en el MKS Dabrowa Gornicza de la Polska Liga Koszykówki.
En verano de 2019, firma por el Wilki Morskie Szczecin de la Polska Liga Koszykówki con el que promedia 15.2 puntos y 7 rebotes en la liga doméstica.
En mayo de 2020, renueva su contrato por otra temporada con Wilki Morskie Szczecin.
En la temporada 2021-22, firma por el Atomeromu SE de la liga húngara. El 4 de diciembre de 2021, regresa a Polonia y firma por el MKS Start Lublin de la Polska Liga Koszykówki.